# Chūnibyō demo Koi ga Shitai!
Chūnibyō demo Koi ga Shitai! (яп. 中二病でも恋がしたい!, чю:нібьо: демо коі ґа шітаі!, досл. укр. Чюнібьо теж хочуть кохати! або Дивацтво коханню не перешкода!; також Навіть із синдромом восьмикласника я хочу кохання) — серія лайт-новел, написана Торако та проілюстровані Нодзомі Осакою. Отримала похвальні відгуки під час першої премії Kyoto Animation у 2010 році, а вже в травні 2011 року опублікована «KA Esuma Bunko». З 4 жовтня по 20 грудня 2012 року транслювалася однойменна аніме-адаптації від «Kyoto Animation». Шість прощених до 6 хвилин епізодів показували на YouTube. 10 травня 2013 анонсували другий сезон, показ якого відбувся з 8 січня по 27 березня 2014 року. Також у прокат вийшов повнометражний фільму-компіляції.

## Сюжет
Сюжет розігрується навколо захворювання чюнібьо (досл. хвороба учня другого класу середньої школи або синдром восьмикласника), що виражається різкою зміною свого іміджу у школі, щоб виділитися з натовпу. Хтось із них починає читати зарубіжну класику мовою оригіналу, а хтось оголошує себе темним магом. Головний персонаж, Юта Тогасі, в період хвороби називав себе «Володарем Темного Полум'я» (Dark Flame Master). Проте пізніше засоромився своєї поведінки та, щоб порвати зі своїм старим чином, вирішив вступити в старшу школу, що знаходиться якнайдалі від його будинку. Тим не менш, його дії в образі Володаря Темного Полум'я були помічені головною героїнею, Ріккою Таканаші, яка також виставляє себе за мага. Після цього вона прагне долучити Юту до своєї гри.

## Персонажі
- Юта Тогасі (яп. 富樫 勇太)

Сейю: Дзюн Фукуяма
Головний герой цього твору. Він навчається в 1-му класі старшої школи. У нього є дві молодші сестри, і він добре вміє піклуватися про них. У молодшій школі через екстраординарну поведінку, властиву молодшим школярам, він став «королем демонів» або «володарем темного полум'я» і записував свої марення в "темний зошит", повторюючи заклинання «Обійми полум'я темрява і зникни!» . Пізніше він розуміє, що завдав неприємностей оточуючим, і вирішує запечатати огидну пам’ять про свого чуунібьо. Він старанно вчився і ходив до середньої школи, до якої не ходив жоден із знайомих, і, за його словами, він насолоджується повноцінним шкільним життям. Це ще не було соціально примирено, наприклад, носити футболку з одним символом на ній, щоб піти до школи, і проблема футболок відома оточенню. Він також збентежений, коли йому вказують на ті дні, і озирається назад, але він хоче помиритися з чуунібю, розмірковуючи про своє минуле, не заперечуючи його.
- Рікка Таканаші (яп. 小鳥遊 六花)

Сейю: Маая Утіда
Героїня цього твору і головна героїня кіноверсії «Таканаші Рікка Кай». Вона навчається в 1 класі старшої школи. Вона однокласниця Юти. Вона є активним пацієнтом чуунібю, і вона мовчазний, безвиразний персонаж, який може стати «лихим оком» і є «користувачем лихого ока». Вона носить кольорові контактні лінзи, які створюють золоті очі під пов’язкою на оці, з налаштуванням «містять її магічні сили та зазвичай запечатують її праве око, яке сяє золотом».. Вона також має свої бинти, обмотані навколо лівої руки з метою «запечатати вигравіруваний герб». За словами Ісшікі, до другого курсу молодшої школи вона мала звичайний яскравий характер і була талісманом класу, але поступово змінилася. Наприкінці першого тому вона розповідає своєму укладачеві угод, чому обрала Юуту, і чому вона його кохає.  Пістолет, який вона має в першому ключовому візуальному зображенні аніме, — це Mosel Schnerfeuer M712, який названо як «священний пістолет, що знищує зло», а також висить на стіні його кімнати. Він також зберігає Walther PPK у ящику свого столу..
- Шинка Нібутані (яп. 丹生谷 森夏)

Сейю: Тінацу Акасакі
Однокласник Юути та президент класу. Вона прекрасна Мадонна, яка користується популярністю серед хлопців, тому що вона прекрасна дівчина, яка змагається за номер один або два у своєму класі, і її також називають «королевою класу». У неї відмінні успіхи, але математика у неї погана, тому вона намагається привчити Юту до навчання. Вона займається танцювальним клубом. Зазвичай вона грає студентку-відмінницю зі спокійною особистістю, але вона також має за собою дещо зухвалу та егоцентричну сторону. Вона копається в минулому Юти та має садистський характер, який змушує її корчитися, коли вона розповідає йому, що вона сказала в той час, що вона почула від Шичімії. З іншого боку, кажуть, що вона «уважна» та «стурбована», завжди звертає увагу на оточення та проявляє ініціативу заради свого класу, вона знає свою справжню природу. 
Насправді, як би вона не намагалася забути минуле але раніше вона теж була паціентом синдрому восьмикласника під псевдонімом «Морі-сама». Тепер вона відмовляється, щоб її називали таким іменем, і збентежено корчиться, коли люди згадують про ті дні. Через свій гіркий досвід вона негативно ставиться до чуунібю і важае що Рікку потрібно негайно лікувати. 
- Кумін Цуюрі (яп. 五月七日)

Сейю: Адзумі Асакура
- Санае Декоморі (яп. 凸守 早苗)

Сейю: Сумире Уесака
- Тока Таканаші (яп. 小鳥遊　十花)

Сейю: Ері Сендай
- Кудзуха Тогасі (яп. 富樫 樟葉)

Сейю: Каорі Фукухара
Старша донька родини Тоґаші та сестра Юти. Вона навчається в 1 класі молодшої школи. Вона займається домашнім господарством за своїх відсутніх батьків. Вона добре вміє готувати, але чомусь вміє готувати тільки чоловічі страви..
- Юмеха Тогасі (яп. 富樫 夢葉)

Сейю: Мамі Сітара
Друга донька сім'ї Тогаші і молодша сестра Юти. Їй п'ять років, вона любить грати в будиночки.
- Макото Іссікі (яп. 色 誠)

Сейю: Соітіро Хосі
1-й клас старшої школи. Коротко стрижений хлопець, який має найкращі оцінки та є членом дисциплінарної комісії. Ютин однокласник, близький йому та перший друг Юти в старших класах. Він називає себе «наглядачем любові» і дає титул «першокласного архітектора прапорів» Юті, який в хороших стосунках з Ріккою. Рікка стала підлеглим «Короля демонів» Юти. На перший погляд, як випливає з його імені, він серйозний і щирий, і має гарний характер, але за кадром він збоченець, який серйозно кохає дівчат, наприклад збирає інформацію,про дівчат таку як; їхні профілі, і підсумовує їх у блокноті.

## Медіа

#### Ранобе
Серія почалася як серія ранобе, написана Торако, з ілюстраціями Нозомі Осака. У 2010 році «Торако» взяв участь у першому конкурсі Kyoto Animation Award з першим романом у серії, і він отримав почесну згадку в категорії «Роман». З червня 2011 року по грудень 2017 року Kyoto Animation опублікувала чотири томи під їхнім видавництвом KA Esuma Bunko.
| No. | Дата виходу     | ISBN              |
| --- | --------------- | ----------------- |
| 1   | 1 червня 2011   | 978-4-9905812-0-6 |
| 2   | 28 грудня 2011  | 978-4-9905812-2-0 |
| 3   | 14 березня 2014 | 978-4-907064-14-3 |
| 4   | 4 грудня 2017   | 978-4-907064-76-1 |

#### Аніме
12-серійна адаптація аніме-телевізійного серіалу, знята Тацуя Ісіхара та спродюсована Kyoto Animation, транслювалася в Японії з 4 жовтня по 19 грудня 2012 року. Починаючи ще до виходу серіалу в ефір, серія з шести оригінальних короткометражних мережевих анімаційних фільмів під назвою Love, Chunibyo & Other Delusions Lite транслювалася щотижня на YouTube з 27 вересня по 1 листопада 2012 року. Телевізійний серіал був випущений на шести томах BD/DVD-компіляції між 19 грудня 2012 року та 15 травня 2013 року. Томи також містили бонусні короткометражки під назвою Глибина різкості: Ай Нікушімі Гекіджо (Глибина різкості ～ 愛と憎しみ劇場, Глибина різкості: Театр любові та ненависті). 19 червня 2013 року було випущено сьомий том, що містить оригінальний епізод відеоанімації, ще один короткометражний фільм Depth of Field і короткі фільми Lite. Серіал був ліцензований у Північній Америці компанією Sentai Filmworks і транслювався на Anime Network, а зараз транслюється на Hidive. Sentai Filmworks випустила серіал на DVD із субтитрами в Північній Америці 27 травня 2014 року, після чого 24 лютого 2015 року відбувся англійський дубльований випуск на DVD та Blu-ray Disc . У Південно-Східній Азії він транслювався через Animax Asia, а прем'єра відбулася 2 червня 2014 року.
Початковою темою є «Sparkling Daydream» Zaq, а завершальною темою є «Inside Identity» Black Raison d'être (Маая Учіда, Чінацу Акасакі, Азумі Асакура та Суміре Уесака). Є також три вставні пісні: «Hajimari no Tane» (始まりの種, The Seed of Start) від Zaq у восьмому епізоді, «Kimi no Tonari ni» (君のとなりに, Next to You) від Zaq у десятому епізоді та «Miagete Goran Yoru no Hoshi o» (見上げてごらん夜の星を, Look Up at the Stars in the Night) Маая Учіда в десятому епізоді. Сингл «Sparkling Daydream» був випущений 24 жовтня 2012 року, а сингл «Inside Identity» — 21 листопада 2012 року. Для епізодів Lite початковою темою є «Kimi e» (君へ, Тобі), а кінцевою темою є «Shikkoku ni Odoru Haōbushi» (漆黒に躍る弧濁覇王節, The Melody of Conqueror Dancing in Jet Black); обидва співаються Zaq.
Аніме-фільм під назвою Takanashi Rikka Kai: Gekijō-ban Chūnibyō Demo Koi ga Shitai! (小鳥遊六花・改 ～劇場版 中二病でも恋がしたい!～, «Любов, Чунібьо та інші омани фільм: Перегляд Рікки Таканаші»), який переказує події першого сезону аніме з точки зору Рікки, був показаний в японських кінотеатрах 14 вересня 2013 року, а пізніше був випущений на Blu-ray Disc і DVD 19 лютого 2014 року. Sentai Filmworks ліцензувала фільм у Північній Америці.
Другий телевізійний сезон аніме під назвою «Любов, Чунібьо та інші омани - Серцебиття» (中二病でも恋がしたい！戀, Chūnibyō Demo Koi ga Shitai! Ren), транслювався в Японії з 8 січня по 26 березня 2014 року, а також була одночасна трансляція Crunchyroll. Madman Entertainment розпочала трансляцію серіалу 7 січня 2014 року на Madman's Screening Room в Австралії та Новій Зеландії. Початковою темою є «Voice» Zaq, а завершальною темою є «Van!shment Th!s World» Black Raison d'être. Перша з другої серії епізодів Lite була випущена на YouTube 26 грудня 2013 року. Кінцевою темою для епізодів Lite є «Shin'en ni Mau Senritsu Shanikusai» (深淵に舞う戦慄謝肉祭, Карнавальні танці в безодні, що зачісуються дибки) від Zaq. Animax Asia та Animax UK додали другий сезон на початку 2014 року. Другий сезон також був ліцензований Sentai Filmworks під назвою Love, Chunibyo & Other Delusions -Heart Throb-. Sentai Filmworks випустив другий сезон 25 серпня 2015 року. 7 листопада 2017 року був випущений набір Blu-ray, що містить дубльовану версію а також версію з субтитрами обох сезонів. Другий сезон був ліцензований Animatsu Entertainment у Великобританії.
Другий аніме-фільм під назвою «Любов, чунібьо та інші омани»! Візьми мене (映画 中二病でも恋がしたい! -Take on Me-, Eiga Chūnibyō demo Koi ga Shitai! Take on Me), що продовжується з другого сезону аніме, прем'єра якого відбулася 6 січня 2018 року як фінал серії. Персонал і акторський склад з оригінального аніме-серіалу повернулися, щоб повторити свої відповідні ролі у другому фільмі.
Після придбання Crunchyroll компанією Sony Pictures Television, материнською компанією Funimation у 2021 році, Love, Chunibyo & Other Delusions!, серед кількох назв Sentai, було вилучено зі служби 31 березня 2022 року.